# 田中としひさ
田中 としひさ（たなか としひさ）は、日本の漫画家、イラストレーター。男性。
京都府出身。妻は漫画家、イラストレイターの寺島令子。
主に非電源系ゲーム雑誌でコラム漫画や挿絵を担当。自身も熱心なボードゲーム、TRPG、『マジック:ザ・ギャザリング』など非電源系ゲームのプレイヤーとして知られる。

## 主な作品
実録・コラム漫画
- おこんないでね - 『LOGOUT』アスキー ISBN 4756112110 / ISBN 978-4756112118
連載当時に田中が遊んでいた、様々な非電源系ゲームのプレイ風景を描いたコラム漫画。
- 即大休憩 - ホビージャパン公式サイト
ダンジョンズ&ドラゴンズのプレイ風景を描いた実録漫画。
- 夜桜忍法帖「チャイチャイの痛快忍者日記」 - 遊演体 1993年。
プレイ・バイ・メールN93『夜桜忍法帖』の会誌『クリエイター』で連載されたゲーム漫画。主人公はHORRORSのくのいちチャイチャイ。

挿絵
- 太陽の警察 - HJ
RPG福袋94
- フラッシュファイター - (カードゲーム)　ホビージャパン
- 粋なゲーマー養成講座